# Ascochyta althaeina
Ascochyta althaeina är en svampart som beskrevs av Sacc. & Bizz. 1884. Ascochyta althaeina ingår i släktet Ascochyta, ordningen Pleosporales, klassen Dothideomycetes, divisionen sporsäcksvampar och riket svampar.   Inga underarter finns listade i Catalogue of Life.